# Калиновка (Первомайский район)
Кали́новка (укр. Калиновка; до 2016 г. Жовтне́вое) — село, Грушинский сельский совет, Первомайский район, Харьковская область, Украина.
Код КОАТУУ — 6324582503. Население по переписи 2001 года составляет 168 (83/85 м/ж) человек.

## Географическое положение
Село Калиновка находится на правом берегу реки Орелька, выше по течению на расстоянии в 1 км расположено село Высокое, ниже по течению на расстоянии в 1,5 км расположено село Масловка. Рядом проходит автомобильная дорога Т-2107. Через село проходит железная дорога, ближайшая станция Лихачево в 3,5 км.

## История
- 1931 — дата основания.
- 2016 — село Жовтневое переименовано в Калиновку.

## Объекты социальной сферы
- Школа.

## Достопримечательности
- Братская могила советских воинов и партизан. Похоронено 126 воинов.